# Akiaki
Akiaki é uma das ilhas na região oriental do arquipélago de Tuamotu-Gambier , Polinésia Francesa . Seu vizinho mais próximo é a ilha Vahitahi , que está localizada 43.4 km a sudeste.
Akiaki é um pequeno atol, estando um pouco acima do nível do mar. Sua área de superfície é de apenas 1,3 km². Seu recife é ocupado por uma única ilha plana coberta de coqueiros e outras vegetações. Em toda sua extensão não há existência de lagoas e há apenas um local difícil para pouso à noroeste da ilha.
Atualmente permanece desabitada, mas é visitada ocasionalmente por moradores de Vahitahi, o local povoado mais próximo, por razão do grande número de coqueiros.

## História

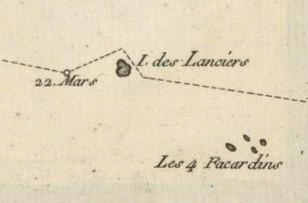
O primeiro mapa de Akiaki (Ile des Lanciers), publicado em 1768 por Bougainville durante sua viagem em 22 de março de 1768. "Les 4 Facardins" referem-se a ilha de Vahitahi

O primeiro navegador europeu que se tem registro a chegar em Akiaki, foi Louis Antoine de Bougainville no final de março de 1768. Ele a nomeou  como Ile des Lanciers (Ilha de lanceiros), depois de ver na praia quinze ou vinte homens bradando contra os navios. Bougainville ficou intrigado como as possíveis origens dos habitantes da ilha, que lhe pareciam de estatura muito alta e de uma cor bronze.
No ano seguinte, James Cook chegou a ilha durante a sua primeira viagem ao Pacífico, a renomeando como Thrum Island. Apesar da renomeação repetida por exploradores, a ilha agora mantém seu nome que deriva da língua maiori, assim Akiaki em tradução literal significa "dinâmico".

## Geologia
Akiaki encontra-se no topo de um pequeno monte submarino de 3.420 metros de altura, situado sobre a Placa do Pacífico.

## Administração
Administrativamente pertence à comuna de Nukutavake , que inclui Nukutavake, bem como os atóis de Vahitahi , Vairaatea , Pinaki e Akiaki.